# 羅西安娜·添迪恩
羅西安娜·添迪恩（1964年8月25日—），印尼前女子羽球運動員。
羅西安娜在1992年夏季奧運會羽毛球比賽上與耶魯瑪·蘇利斯添寧西一起參加女子雙打項目。她們一起贏得了1989年和1990年的世界羽球大獎賽總決賽女子雙打冠軍，以及1989年和1992年的兩次印尼羽球公開賽。羅西安娜在1987年與李英華一起贏得了這個冠軍，並在1990年和1993年與郭宏源一起贏得混合雙打冠軍。 羅西安娜和郭宏源在1990年至1992年期間連續三次贏得羽球世界盃混合雙打冠軍，並於1993年贏得了香港羽球公開賽和波蘭羽球公開賽。她在1985年的東南亞運動會羽毛球比賽上與老將黃祖金一起贏得了她在女子雙打項目的第一個重要國際冠軍。 
她曾代表印尼參加1986年優霸盃（女子國際團體賽），僅輸給中國隊而排名第二。她曾代表印尼參加1991年蘇迪曼盃。在與韓國對陣的決賽中，她與耶魯瑪一起出賽女子雙打，以6:15、7:15輸給鄭素英/黃惠英組合。最終印尼隊以2-3輸球而獲得亞軍。

## 外部連結
- 羅西安娜·添迪恩在BWFBadminton.com（英语）
- 羅西安娜·添迪恩在BWF.TournamentSoftware.com（英语）
- 羅西安娜·添迪恩在Olympedia（英语）